# 意大利启蒙运动
意大利启蒙运动（意大利语： Illuminismo italiano）是意大利一场始于18世纪下半叶的文化和哲学运动，當時許多學者就18世纪启蒙時代的知识论、伦理学和政治问题進行探討。  當時意大利境內有學者主張要统一意大利並且反對天主教教會的统治。